# Barbastella leucomelas
Barbastella leucomelas (Широкову́х азі́йський) — вид кажанів родини лиликові.

## Опис
Довжина голови й тіла від 48 до 60 мм, довжина передпліччя від 38 до 45 мм, довжина хвоста від 33 до 51 мм, довжина стопи від 7 до 8 мм, довжина вух 15–18 мм і вага до 13 грамів.
Шерсть довга, густа і шовковиста. Спинні частини тіла чорнуваті, але на плечі кінчики волосся жовто-коричневі; черевні частини коричневі, крім горла, яке червонувате і ділянки біля хвоста, яка є білуватою. Морда коротка, широка. Вуха великі, об'єднані при основі. Крилові мембрани червонувато-бурі. Кінчик хвоста злегка виступає за межі широкої хвостової мембрани.
Широковух малорухомий комахоїд. Харчується комахами, особливо маленькими метеликами. У відповідний час 3—8 самиць утворюють материнські колонії окремо від самців.

## Ареал
Країни проживання: Афганістан, Вірменія, Азербайджан, Бутан, Китай, Єгипет (Синай), Еритрея, Грузія, Індія, Іран, Ізраїль, Японія, Киргизстан, Непал, Пакистан, Росія, Саудівська Аравія, Тайвань, Таджикистан, Туркменістан, Узбекистан. Зустрічається до 2500 м над рівнем моря. Самотній, нічний вид, що мешкає в гімалайських помірно-вологих лісах і сухих хвойних лісах в Азії. Лаштує сідала в печерах, тунелях, ущелинах, старих будівлях, шахтах, дуплах дерев і може бути знайденим під корою. 